# Andrzej Czaplic
Andrzej Czaplic herbu Kierdeja – starosta horodelski w 1651 roku.
Poseł sejmiku łuckiego na sejm zwyczajny 1652 roku i sejm 1653 roku. Był członkiem konfederacji tyszowieckiej 1655 roku.